# 基明基

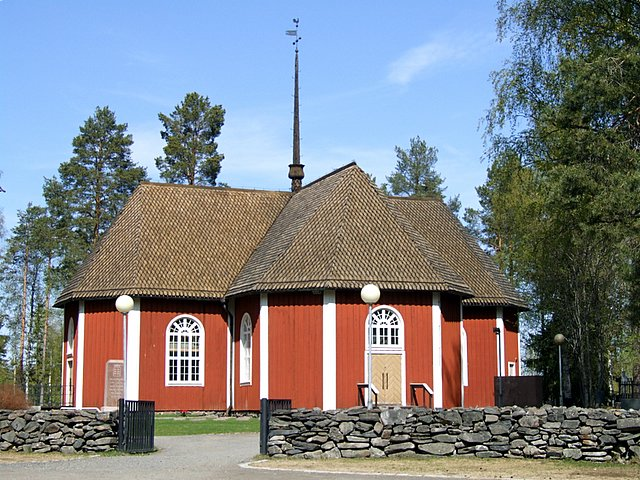
基明基教堂

基明基（芬蘭語：Kiiminki）是芬蘭北博滕區一个已废置的市镇，位於該國中部，距離奧盧20公里，面積339平方公里，2013年人口13,293，人口密度為每平方公里40.67人。2013年初时连同其它市镇一起并入奥卢市。

## 外部連結
- 奥卢市官方网站（页面存档备份，存于） （文） （瑞典文） （英文）